# Simplicia laxa
Simplicia laxa är en gräsart som beskrevs av Thomas Kirk. Simplicia laxa ingår i släktet Simplicia och familjen gräs. Inga underarter finns listade i Catalogue of Life.